# Jan Damascen Kaliński
Jan Damascen Kaliński (auch: Ioannes Damascenus Calinius, * 1664 in Sompolinek, Polen-Litauen; † 1726 in Dąbrowica) war ein polnischer Schriftsteller des Barocks, Rhetoriker und Priester. Kaliński war adliger Abstammung. Seine Familie gehörte der Wappengemeinschaft Jelita an.

## Leben
Kaliński stammte aus einer Kleinadelsfamilie aus Kujawien. Er war ein bedeutender Kenner der antiken Dichtung und ließ sich von Vergil, Horaz und Ovid inspirieren. 1681 trat er in den Orden der Piaristen ein. Er lehrte in den Piaristenkollegien und war zuletzt Rektor des Kollegs in Dąbrowica. Er war zudem Kaplan von Hetman Stanisław Mateusz Rzewuski. Kaliński schrieb Lyrik, Dramen, ein Epos über die Schlacht am Kahlenberg, Schulbücher zur Rhetorik, Reden sowie Predigten.